# Август Ендел
Август Ендел (на немски: August Endell) е германски архитект, един от основателите на стила Югендщил.

## Творчество
Първата му архитектурна творба – мюнхенското фото-ателие „Елвира“ (Fotoateliers Elvira), чиято фасада представлява огромен дракон, е поръчана от неговия приятел Херман Обрист през 1896 г., е завършена през 1897 г. и е разрушена през 1944 г. Определяна е като характерен образец за стила Югендщил.
Ендел изработва също и различни декоративни дизайни. Публикува статии и илюстрации в периодичните издания „Пан“ (Pan) и „Югенд“ (Jugend). Занимава се с образователна дейност.

## Галерия
- Търговски комплекс „Hackesche Höfe“ в Берлин
- Първата фасада на търговски комплекс „Hackesche Höfe“
- Хотел в Берлин на „Щайнплац“
- „Бунтес Театер“ в Берлин